# Iwan Andrejewitsch Urgant

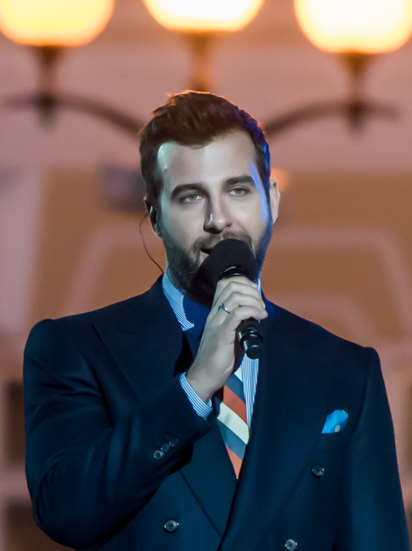
Iwan Urgant (2019)

Iwan Andrejewitsch Urgant (russisch Иван Андреевич Ургант; * 16. April 1978 in Leningrad) ist ein russisch-israelischer Fernsehmoderator und Schauspieler. Er wurde vor allem durch die von 2012 bis zum russischen Überfall auf die Ukraine 2022 täglich ausgestrahlte Late-Night-Show Wetschernij Urgant (Abendlicher Urgant) bei Perwy kanal, bekannt. In Umfragen der staatlichen Nachrichtenagentur RIA Novosti war Urgant 2008 und 2011 Russlands beliebtester Fernsehmoderator.

## Leben
Iwan Urgant wuchs in einer Schauspielerfamilie auf; seine Eltern sind Andrei Lwowitsch Urgant und Waleria Iwanowna, geborene Kisseljowa. Der Großvater väterlicherseits, Lew Maximowitsch Milinder, war bereits sowjetischer Theaterschauspieler. Er war jüdischer Herkunft; seine Frau Nina Nikolajewna Urgant wurde in Luga geboren, die Familie stammte jedoch ursprünglich aus Estland. Seit 2018 haben Urgant und seine Familie auch die israelische Staatsbürgerschaft. Bis 2022 lebte er in Moskau. Medienberichten zufolge habe Urgant mit seiner Frau und ihren beiden Kindern Russland im März 2022 verlassen, um fortan in Israel zu leben. Urgant kommentierte den Aufenthalt lediglich als „verlängerten Urlaub“.
Urgant ist in zweiter Ehe verheiratet und hat zwei Töchter.

## Karriere
Seit 1999 ist Iwan Urgant im russischen Fernsehen als Moderator tätig. Größere Bekanntheit erreichte er ab dem Jahr 2003, als er die Castingshow Narodniy Artist des Senders Perwy kanal leitete, sowie 2010 durch eine Schauspielrolle in der Silvester-Filmreihe Yolki.
Von 2008 bis 2012 war er Mitglied bei Prozhektor periskhilton (Projektor ParisHilton), dem russischen Pendant zu 7 Tage, 7 Köpfe.
Zusammen mit der Sängerin Alsou moderierte er das Finale des Eurovision Song Contest 2009 in Moskau. Im Dezember 2017 war Urgant mit Gary Lineker und Maria Komandnaya einer der Gastgeber der Auslosungsshow der FIFA-Weltmeisterschaft 2018.
Von April 2012 bis zum Februar 2022 moderierte er eine eigene, tägliche Late-Night-Show namens Wetschernij Urgant (Abendlicher Urgant) bei Perwy kanal. Die Absetzung der Sendung am 25. Februar 2022 erfolgte, da sich Urgant nach dem russischen Überfall auf die Ukraine 2022 per Instagram von dem Krieg distanziert hatte. 2025 startete eine neue, in Israel produzierte Show.

## Filmographie

### Kinofilme
- Yolki, 2010
- Glückliche Probleme, 2011
- Wyssozki. Danke, dass du am Leben bist, 2011
- Yolki 2, 2011
- Yolki 3, 2013
- Yolki 1914, 2014
- Yolki 5, 2016
- Yolki 6. Juli 2017

### Fernsehshows
Als Moderator:
- Petersburger Kurier (5TV, 1999)
- Großer Film (MTV Rossija, 2001)
- Fröhlicher Morgen (MTV Russia, 2001–2002)
- Total Show (MTV Russland, 2002)
- Expresso (MTV Russland, 2002–2004)
- Volkskünstler (Rossija 1, 2003–2004)
- Pyramide (Rossija 1, 2004)
- Große Premiere (Perwy kanal, 2005)
- Frühling mit Ivan Urgant (Perwy kanal, 2006)
- Gusto (Rossija 1; 2006–2018)
- Zirkus mit Sternen (Perwy kanal, 2007–2008)
- Stenka na stenku (Showdown) (Perwy kanal, 2007–2008)
- Die magische Welt von Walt Disney (Perwy kanal, 2007–2011)
- Großer Unterschied (Perwy kanal, 2008–2012)
- Einstöckiges Amerika (Perwy kanal, 2008)
- Prozhektorperiskhilton (Perwy kanal, 2008–2012, 2017– heute)
- Tour de France (Perwy kanal, 2011)
- Abend dringend (Perwy kanal, 2012 – heute)
- Ihr Italien (Perwy kanal, 2012)
- Das deutsche Puzzle (Perwy kanal, 2013)
- England im Allgemeinen und im Besonderen (Perwy kanal, 2014)
- Jüdisches Glück (Perwy kanal, 2016)
- Podmoskovnie vechera (Perwy kanal, 2016– heute)
- Auf der Suche nach Don Quijote (Perwy kanal, 2017)
- Urgant live (2025)